# 地方性流行病
地方性流行病（英語：Endemic disease），是指在部分地区小规模爆发的流行病，简称为地方病或風土病。

## 定义
在流行病學中，如某种流行病是传染病，则地方性流行病的定義為：每個受感染的人會把疾病平均傳染給不多不少的另外一個人。地方病毋須從外界輸入便能在人群中持續出現，例如：在英國，水痘是地方性流行病，而瘧疾並不是。雖然每年在英國都會出現數宗本地感染的瘧疾，但因為英國少有可以傳播瘧疾的蚊子，所以瘧疾沒能扎根，不是當地的地方病。
假若人口全部都可能染病，那麼疾病的基本傳染數（{\displaystyle R_{0}}）應為1。如果人口中部分人有免疫力，那麼可能感染的人口（{\displaystyle S}）乘以基本傳染數（{\displaystyle R_{0}}）應為1。換句話說，地方性流行病處於穩定狀態時：
{\displaystyle \ {R_{0}}\times {S}={1}}
這時傳染病不會消失，而受傳染的人口亦不會作指數上升，地方性流行病處於穩定狀態。如果地方性流行病在人口中處於穩定狀態，從以上的關係可以得知它的基本傳染數 R0。

## 特征
地方病在一定地区内流行年代比较久远，而且有一定数量的患者表现出共同的病征。地方病分为化学性地方病和生物性（自然疫源性）地方病。化学性地方病指地壳表面的元素分布在局部地区内呈异常现象，某些元素过多或过少等，在当地居民人体同环境之间元素交换出现不平衡；人体从环境摄入的元素量超出或低于人体所能适应的变动范围，就会患化学性地方病。此外，大骨节病、克山病经过60多年海量人力物力防治投入，目前仍然是病因不明。

## 中国常见地方病
中华人民共和国重点防治的地方病有地方性甲状腺肿、地方性克汀病、地方性氟中毒、大骨节病、克山病、鼠疫和布鲁氏菌病7种。
- 地方性氟中毒（endemicfluorosis）群体分为氟斑牙患者，氟骨症，受威胁人口。
  - 燃煤污染型地方性氟中毒分布于13个省（市）的188个县（市、区），受威胁人口约3582万。
  - 饮水型地方性氟中毒病区分布于28个省（区、市）的1137个县（市、区），受威胁人口约8728万。
  - 饮茶型地方性氟中毒病区分布于7个省（区）的316个县（市、区），受威胁人口约3100万。措施为在商务部系统通过财政补贴普及低氟砖茶，降低人群摄氟水平。
- 地方性砷中毒（endemic arsenic poisoning）
  - 燃煤污染型地方性砷中毒病区分布于2个省的12个县，受威胁人口约122万
  - 饮水型地方性砷中毒病区分布于9个省（区）的45个县，在19个省（区）发现生活饮用水砷含量超标，受威胁人口约185万。参见：地下水砷污染（英语：Arsenic contamination of groundwater）
- 地方性硒中毒（endemicselenium poisoning）
- 地方性钼中毒
- 碘缺乏病（iodine deficiency disorders，IDD）
  - 地方性甲状腺肿（地甲病，地甲肿）
  - 地方性克汀病（地克病，地方性呆小症）：“呆、小、聋、哑、瘫”
  - 亚克汀病（亚克病）
  - 先天性甲状腺机能低下
- 水源性高碘甲状腺肿：分布于9个省（区、市）的115个县（市、区），受威胁人口约3000余万
- 乙型脑炎
- 森林脑炎
- 流行性出血热
- 钩端螺旋体病
- 血吸虫病
- 疟疾
- 黑热病
- 肺吸虫病
- 包虫病
- 新型冠狀病毒肺炎